# Nodo torico

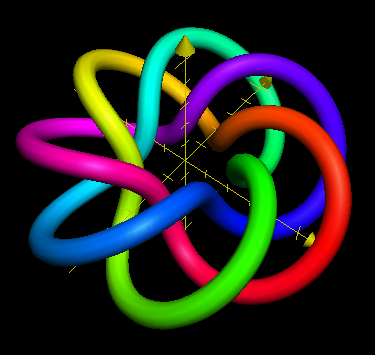
Un nodo torico, specificato dal parametro (3,7).

In matematica, e più precisamente nella teoria dei nodi, un nodo torico è un tipo di nodo, contenuto nella superficie del toro. Più in generale, un link torico è un link contenuto nella superficie torica.

## Nomenclatura
Un link torico è identificato da una coppia di interi {\displaystyle (p,q)}: la coppia sta a indicare che il link "gira" {\displaystyle p} volte lungo il "meridiano" del toro e {\displaystyle q} volte lungo la "longitudine". Il link è effettivamente un nodo (cioè ha una sola componente connessa) se {\displaystyle (p,q)} sono interi coprimi.

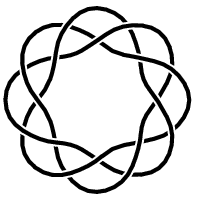
Diagramma del nodo torico.

Un nodo di tipo {\displaystyle (p,q)} può essere descritto concretamente come curva nello spazio nel modo seguente:
{\displaystyle f:[0,2\pi ]\to \mathbb {R} ^{3}}
{\displaystyle f(\theta )=\left(\left(2+\cos \left({\frac {q\phi }{p}}\right)\right)\cos \phi ,\left(2+\cos \left({\frac {q\phi }{p}}\right)\right)\sin \phi ,\sin \left({\frac {q\phi }{p}}\right)\right).}
La curva giace nel toro determinato dall'equazione in coordinate cilindriche:
{\displaystyle (r-2)^{2}+z^{2}=1.}
Il nodo torico {\displaystyle (p,q)} è banale se e solo se uno dei due interi {\displaystyle p} e {\displaystyle q} è uguale a 1. L'esempio più semplice di nodo torico non banale è quindi dato dalla coppia {\displaystyle (2,3)}: questo è il nodo a trifoglio.

## Proprietà
Ogni nodo torico è primo. I nodi {\displaystyle (p,q)} e {\displaystyle (q,p)} sono equivalenti.
Il complementare del nodo torico {\displaystyle (p,q)} ha gruppo fondamentale determinato dalla presentazione
{\displaystyle \langle x,y\mid x^{p}=y^{q}\rangle .}
Questo gruppo ha un centro non banale, isomorfo al gruppo {\displaystyle \mathbb {Z} } degli interi, generato dall'elemento {\displaystyle x^{p}=y^{q}}. I nodi torici sono gli unici nodi il cui gruppo fondamentale ha un centro non banale.